# Jagd auf Männer
Jagd auf Männer (Originaltitel: La chasse à l’homme) ist eine französisch-italienische Filmkomödie von Édouard Molinaro aus dem Jahr 1964. Heiratswütige Damen betreiben ihre Jagd mit allen möglichen Mitteln und schrecken dabei nicht vor Zwang, Täuschung und Verlockung zurück. Die Männer enden entgegen ihrer Selbsteinschätzung alle als wehrloses Wild.

## Handlung
Der Film beginnt in der chaotischen Junggesellenwohnung der beiden Freunde Antoine und Julien. Antoine will heute heiraten. Bei den letzten Vorbereitungen wird er durch dauernde Telefonanrufe von seiner Braut Gisèle und einer aufdringlichen Ex-Freundin, die ihm mit Suizid droht, gestört. Julien versucht als überzeugter Gegner der Ehe Antoine mit sarkastischen Bemerkungen von seinen Hochzeitsplänen abzubringen.
Die Freunde beschließen, im Bistro gegenüber noch schnell zu frühstücken. Dabei kommen sie mit dem Bistrobesitzer Fernand ins Gespräch. Fernand schildert seinen Gästen ausführlich, wie er sich bis vor kurzem noch als Kleinkrimineller und Zuhälter betätigte und dass er nur durch seine Heirat von der schiefen Bahn abgekommen sei. Er schließt damit, dass er jetzt endlich eine gesicherte Existenz habe und der glücklichste Mensch auf Erden sei. Doch scheint es vielmehr, dass Fernand in Wirklichkeit als unterdrückter Ehemann in der Falle gelandet ist. Julien, seit kurzem wieder geschieden, beschreibt sodann wie die minderjährige Denise und ihr rabiater Vater ihn zur Ehe gezwungen haben.
Auf dem weiteren Weg zur Kirche beharrt Antoine darauf, dass er selbstverständlich nicht mit Fernand oder Julien zu vergleichen sei. Die Freunde sind sich uneinig, wer in diesem Spiel der Jäger und wer das Wild sei. Antoine schildert nun seine „reine Liebe“ zu Gisèle und wie er diese angeblich kennengelernt hat. Allerdings beginnt Julien gleich darauf, den wirklichen Ablauf dieses „Kennenlernens“ darzulegen. Dabei kommt heraus, dass Gisèle mit Hilfe ihrer Schwester Odette in minutiöser Planung Antoine in ihre Fänge getrieben hat. Dies alles verunsichert nun Antoine so sehr, dass sie im Streitgespräch eine Runde um die Kirche drehen und die gesamte Hochzeitsgesellschaft stehen lassen. Julien hat zudem einen Fluchtplan vorbereitet und Fahrkarten für eine Kreuzfahrt nach Griechenland gekauft. Ein drittes Ticket bekommt Fernand als „eine Möglichkeit, dem Paradies zu entfliehen“.
Die Reise scheint zunächst mit der Aussicht auf romantische Liebesabenteuer zu beginnen. Jedoch sorgen die junge Hochstaplerin Sandra und eine gealterte Millionärin für ständige Verwicklungen. Diese verliert im Lauf der Reise ihren jüngeren Begleiter. Während sie Interesse an Fernand zeigt, wird er auf ihren auffallenden Schmuck aufmerksam. Im Gespräch deutet sie an, ein berühmtes Hotel in der Pariser Rue de Provence besessen zu haben, die einst eine bekannte Bordelladresse war. Am Ende ist Fernand mit der Millionärin liiert; sie liefern sich aber schon bald mürrische Dialoge.
Zurück in Paris, heiratet Antoine Sandra: „Jetzt sind es keine 50.000 mehr, die sie mir klauen kann – aber alles, was ich verdiene. Und das ganz legal …“. Während der Hochzeitszeremonie werden ausgerechnet Julien und eine junge Dame aus der Hochzeitsgesellschaft aufeinander aufmerksam. Die „Liebe auf den ersten Blick“ trifft beide wie ein Donnerschlag und führt zum einzigen Happy End des Films.

## Hintergrund
Die Dialoge stammen von Michel Audiard, die Charaktere von Michel Duran und Albert Simonin, das Drehbuch wurde von France Roche nach einer Idee von Yvon Guézel geschrieben. Gedreht wurde auf Rhodos. Die ausgewählte Darstellerriege mit Belmondo, Jean-Claude Brialy, Claude Rich, Françoise Dorléac und Marie Laforêt umfasst die für damals typische Erfolgsbesetzung. Einige mitwirkende Schauspieler standen noch am Anfang ihrer Karriere, so etwa die Schwester der Hauptdarstellerin Françoise Dorléac, Catherine Deneuve.
Noch vor dem französischen Kinostart am 29. September 1964 war der Film ab dem 18. September 1964 in den italienischen Kinos zu sehen.

## Inszenierung
Die Geschichte bezieht einen Großteil ihrer Komik aus der Gegenüberstellung von Wunschvorstellungen und Wirklichkeit. Die Wirklichkeit wird in teils drastischen Rückblenden gezeigt, während die Figuren im Hintergrund ihre dazu teils kontrastierende Geschichte erzählen. Die Frauenrollen balancieren zwischen unschuldig und durchtrieben. Die Männer bewegen sich im Spannungsfeld zwischen naiver Selbstüberschätzung, Sarkasmus und Galgenhumor.
Typische filmische Stilmittel sind slapstickartige Beschleunigung des Filmablaufs, comicartig übertriebene Hintergrundgeräusche und extrem schnelle Schnittfolgen. Vorspann und Abspann des Films setzen den Filmtitel in Form einer fiktiven englischen Fuchsjagd um, wobei junge Frauen als Reiterinnen ihre künftigen Ehemänner in die Enge treiben und zur Strecke bringen.

## Kritiken
Der film-dienst schrieb: „In einzelnen Szenen recht amüsante und temporeiche Komödie, die aber zunehmend zähflüssiger wird und ihre selbstironische Distanz verliert.“ Die Heyne-Filmbibliothek urteilte: „Eine kleine Boulevardkomödie ohne Anspruch. Belmondo und Rich, echte Theaterschauspieler, machen die Geschichte angenehm und vertuschen die Mängel der Regie.“
Der Evangelische Film-Beobachter zog folgendes Fazit: „Gestaltung und Spiel dieser Komödie sind überdurchschnittlich, ihr Witz gleitet aber bedauerlich oft ins Frivole ab. Mit den entsprechenden Vorbehalten für Erwachsene.“